# Iranella rugosa
Iranella rugosa is een rechtvleugelig insect uit de familie Dericorythidae. De wetenschappelijke naam van deze soort is voor het eerst geldig gepubliceerd in 1956 door Shumakov.